# Горанец (Загреб)
Горанец је насеље у саставу Града Загреба. Налази се у четврти Сесвете. До територијалне реорганизације у Хрватској налазио се у саставу старе загребачке приградске општине Сесвете.

## Становништво
На попису становништва 2011. године, Горанец је имао 449 становника.

## Попис1991.
На попису становништва 1991. године, насељено место Горанец је имало 384 становника, следећег националног састава:
| Попис 1991.‍  | Попис 1991.‍  | Попис 1991.‍ | Попис 1991.‍ | Попис 1991.‍ |
| ------------ | ------------ | ----------- | ----------- | ----------- |
|              |              |             |             |             |
| Хрвати       | Хрвати       |             | 369         | 96,09%      |
| Муслимани    | Муслимани    |             | 6           | 1,56%       |
| Мађари       | Мађари       |             | 1           | 0,26%       |
| Срби         | Срби         |             | 1           | 0,26%       |
| регион. опр. | регион. опр. |             | 2           | 0,52%       |
| непознато    | непознато    |             | 5           | 1,30%       |
| укупно: 384  |              |             |             |             |